# Днестровский каньон
Днестровский каньон (укр. Дністровський каньйон) — каньон, образованный рекой Днестр и расположенный на границе 4 областей: Ивано-Франковской, Тернопольской, Черновицкой и Хмельницкой.
Общая длина его составляет около 250 км, что обеспечивает Днестровскому каньону место среди крупнейших каньонов не только Украины, но и Европы.
Днестровский каньон, согласно решению всеукраинского интернет-опроса, которое было объявлено 26 августа 2008 года, признан одним из 7 природных чудес Украины.
Образовался в результате специфической геологической структуры местности, а также тектонических движений и процессов водной и ветровой эрозии.

## География
Каньон расположен в западной части Украины, причём левый и правый бок каньона принадлежит различным областям: левый — Тернопольской и Хмельницкой, а правый — Ивано-Франковской и Черновицкой.
В Тернопольской области Днестровский каньон охватывает Чортковский район. На территории Хмельницкой — Каменец-Подольский. В Ивано-Франковской области каньон расположен в Ивано-Франковском и Коломыйском районах. В Черновицкой — это Черновицкий и Днестровский районы, где Днестровский каньон менее заметен, чем в остальных районах.
Вблизи Днестровского каньона проходят автодороги А-268, А-269 и М-14.

## Галерея

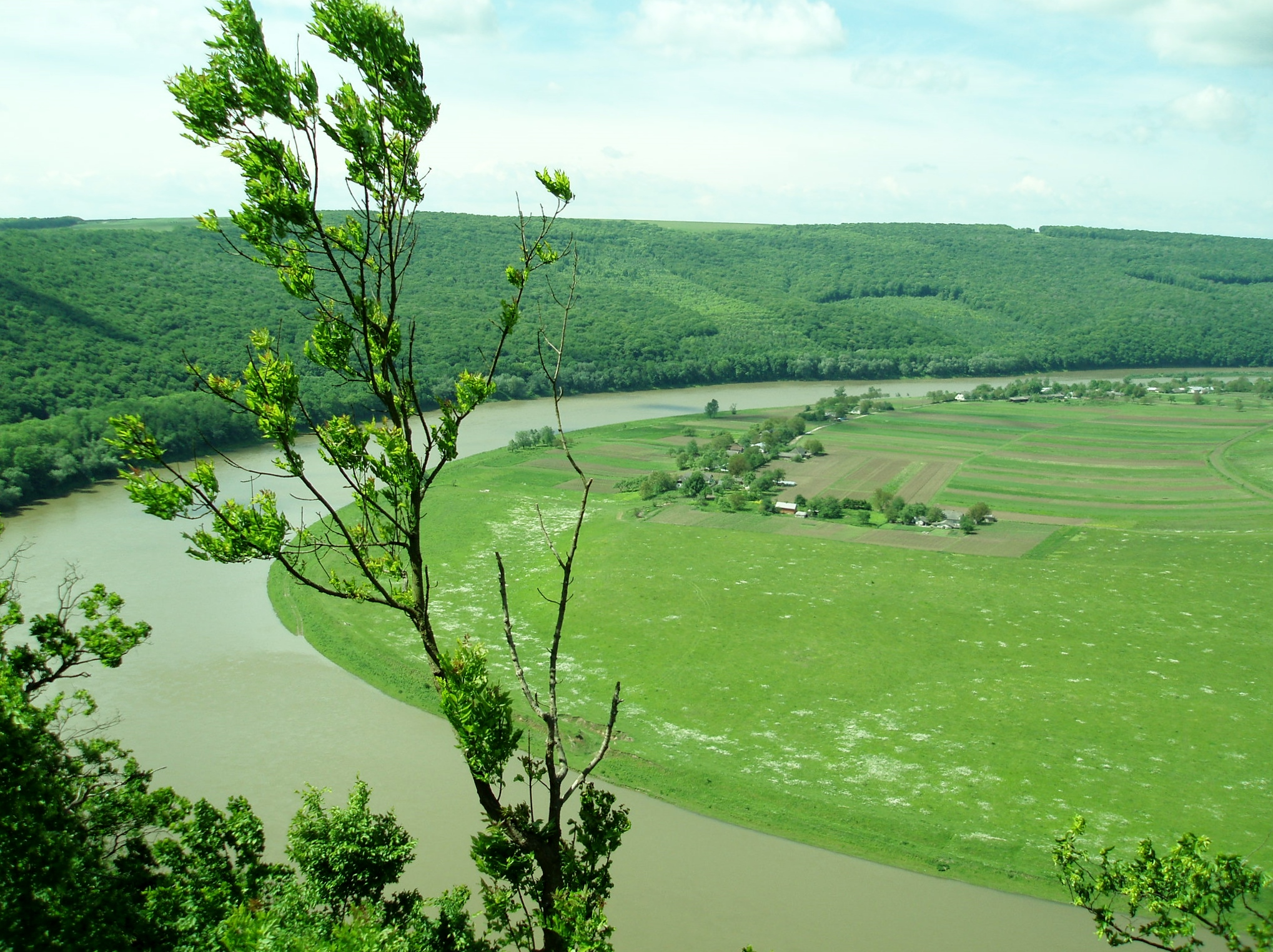
Меандр Днестра между с. Губин, Тернопольской обл. (на фото) и пгт. Чернелица Ивано-Франковской обл.
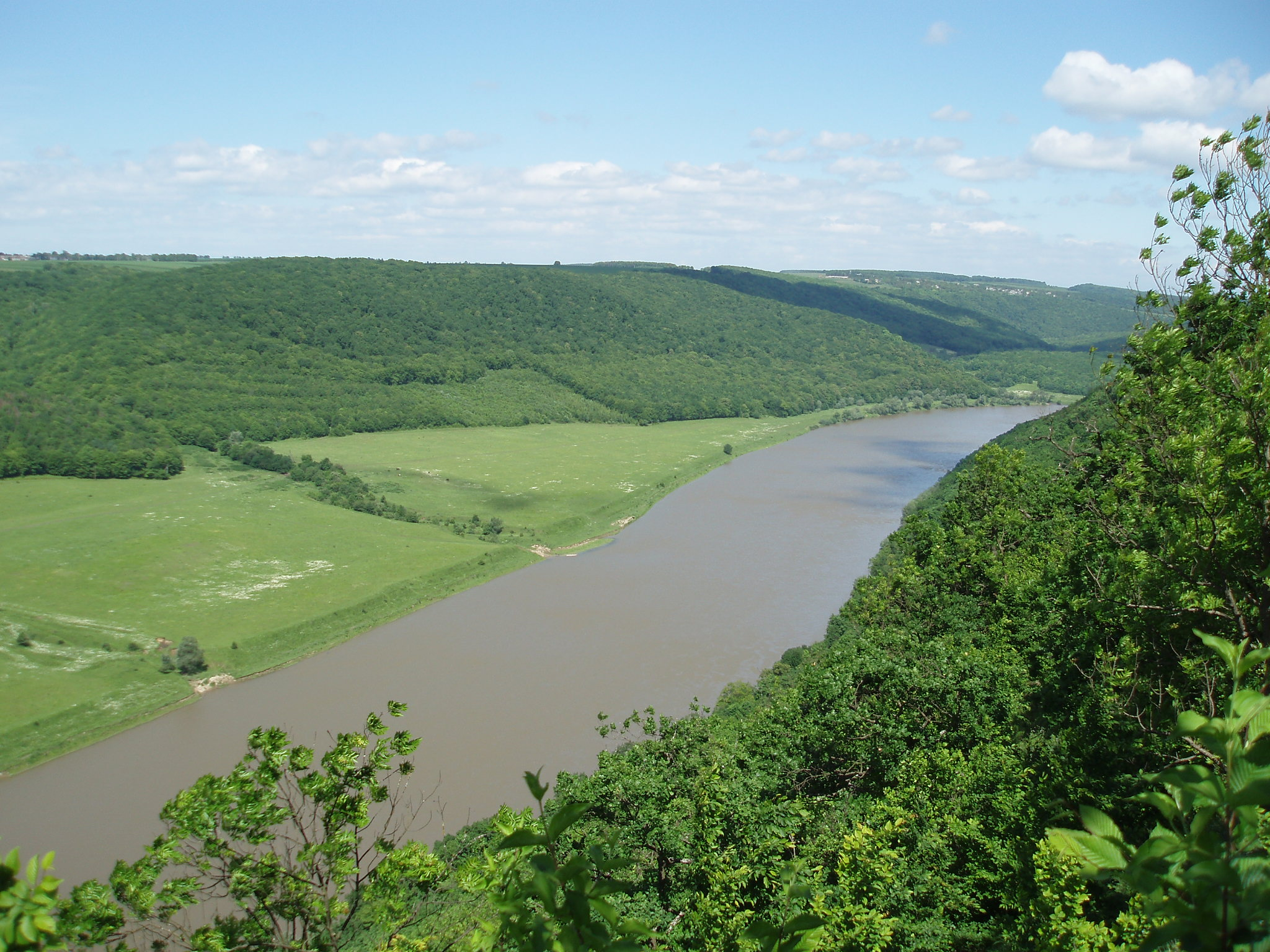
Дальше по течению в Днестр впадает р. Стрыпа.
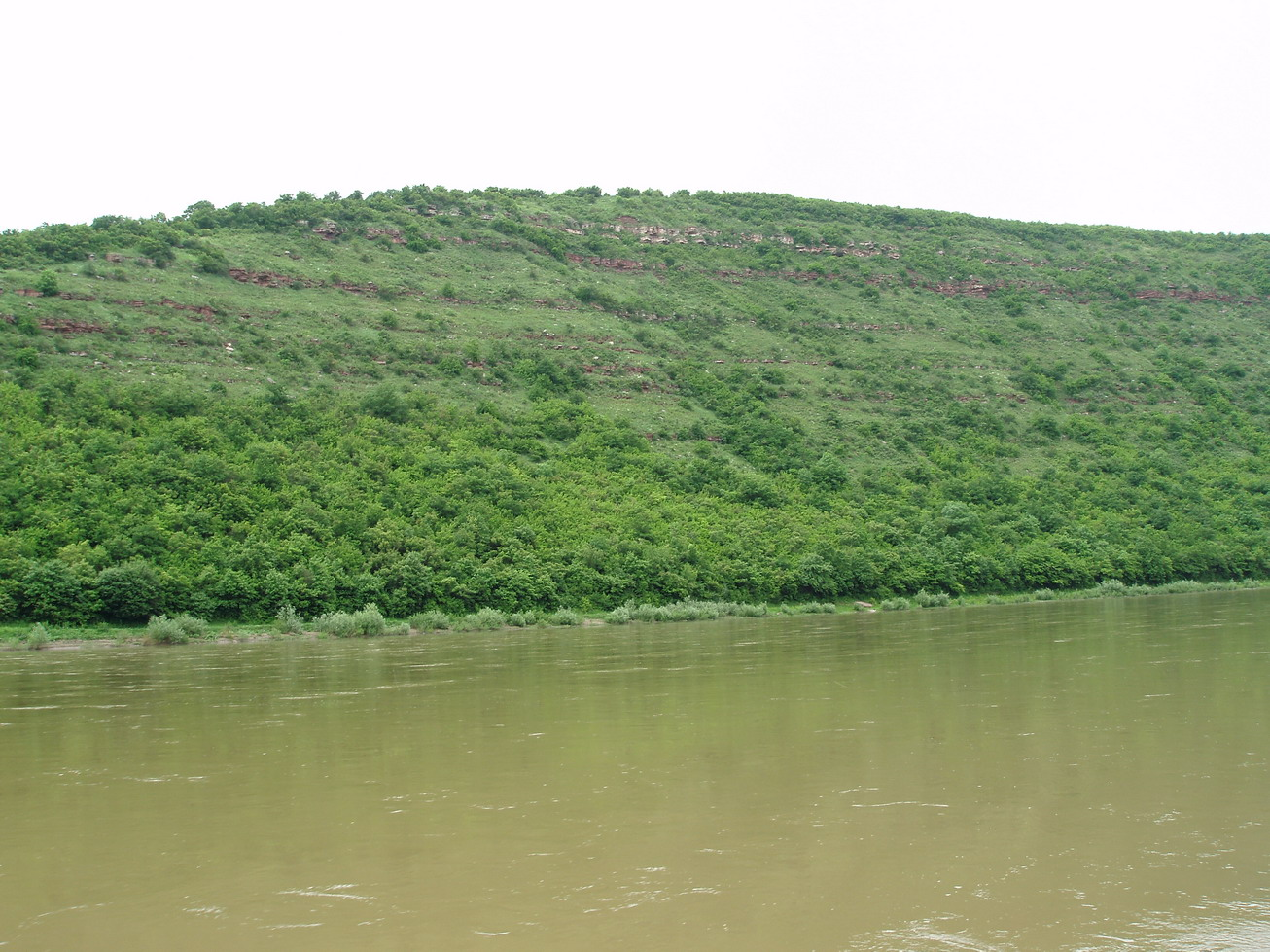
«Красная гора» вблизи с. Беремьяны (Тернопольская обл.) — пример отслоений девонских красных песчаников.